# Moissac-Vallée-Française

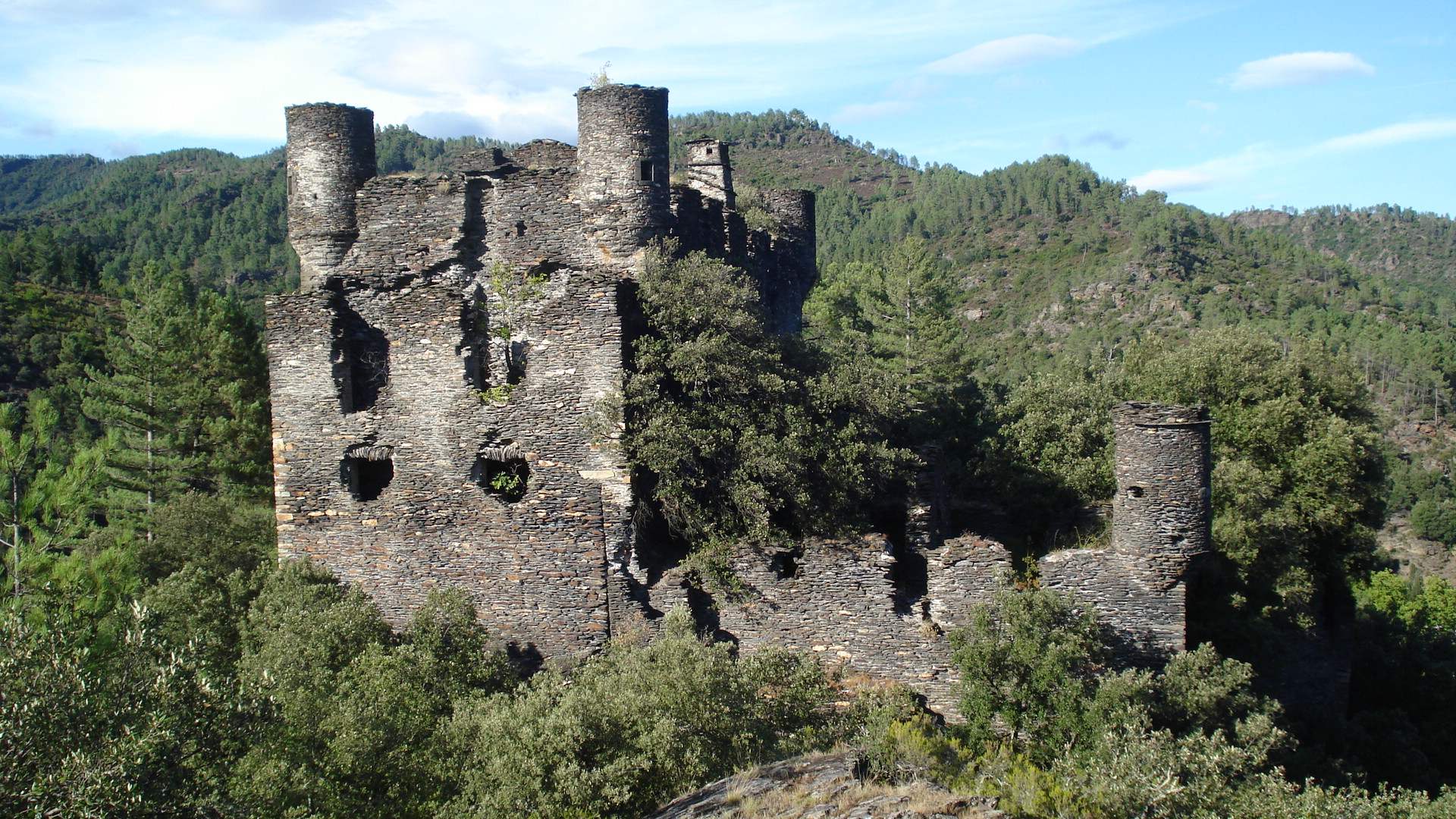
Ruiny zamku w Moissac-Vallée-Française, 2007

Moissac-Vallée-Française – miejscowość i gmina we Francji, w regionie Oksytania, w departamencie Lozère.
Według danych na rok 1990 gminę zamieszkiwało 178 osób, a gęstość zaludnienia wynosiła 7 osób/km² (wśród 1545 gmin Langwedocji-Roussillon Moissac-Vallée-Française plasuje się na 730. miejscu pod względem liczby ludności, natomiast pod względem powierzchni na miejscu 269.).

## Populacja

Populacja Moissac-Vallée-Française w latach 1962-2008